# Tòa thị chính Vadstena

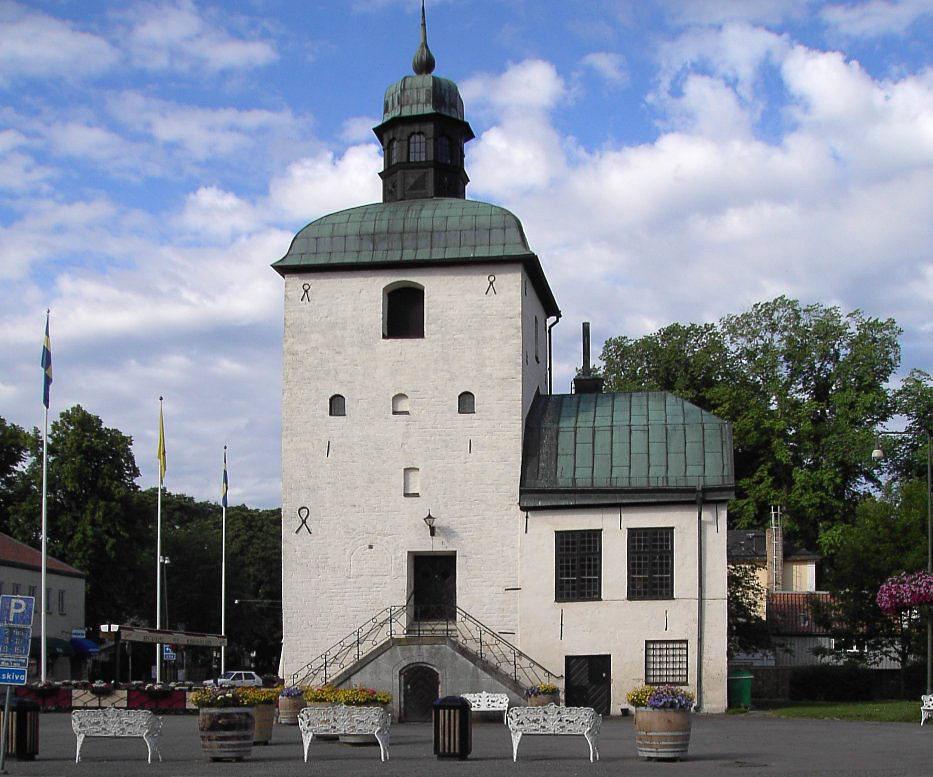
Tòa thị chính Vadstena

Tòa thị chính Vadstena (tiếng Thụy Điển: Vadstena rådhus) là một tòa thị chính cũ ở Vadstena, Thụy Điển. Đây là tòa thị chính được bảo tồn lâu đời nhất ở Thụy Điển.

## Lịch sử và kiến trúc
Tòa thị chính là tòa thị chính lâu đời nhất còn tồn tại ở Thụy Điển. Nó được xây dựng vào thế kỷ XV và XVI. Nó nằm trên Rådhustorget, quảng trường lâu đời nhất của Vadstena có tên từ tòa thị chính.
Quảng trường được đề cập trong các văn bản lần đầu tiên vào đầu thế kỷ XV, và việc xây dựng tòa thị chính bắt đầu sau khi Nữ vuong Margrete I cấp cho Vadstena đặc quyền thị trấn.
Tòa nhà gồm ba phần riêng biệt: tòa thị chính thực tế, hướng về phía đông; một tòa tháp; và một cánh ở phía bắc. Phần cổ nhất là phần hướng về phía đông. Một số nguồn cho rằng tòa thị chính được xây dựng vào năm 1490; tuy nhiên, kiểm tra dendrochronological của một cột gỗ đã cho kết quả rằng gỗ đã bị đốn trước 1454-55. Có thể giải thích rằng đây là gỗ cũ đã được tái sử dụng khi xây dựng tòa thị chính, hoặc tòa thị chính được xây dựng lại  sau một vụ hỏa hoạn đã phá hủy phần lớn của Vadstena vào năm 1487. Tòa tháp của tòa thị chính được cho là đã được xây dựng vào đầu thế kỷ XVI, và phản ánh phong cách Bắc Đức của các tòa thị chính với một tòa tháp ấn tượng.  Phần phía bắc của tòa thị chính có từ năm 1728, khi nó thay thế một phụ lục trước đó có từ năm 1567. Những thay đổi sau này bao gồm những thay đổi được thực hiện cho phần mái vào năm 1776 và một lần nữa vào thế kỷ XIX, và việc tân trang được thực hiện vào năm 1915, 1958 và 1962. Một cuộc kiểm tra khảo cổ đã được thực hiện vào năm 2014.
Tòa thị chính là trụ sở của chính quyền địa phương cho đến những năm 1970, nhưng mất quyền xét xử và chức năng như một tòa án vào năm 1948. Ngày nay, đôi khi nó được sử dụng cho các triển lãm nghệ thuật và cũng có một nhà hàng. Tòa tháp của tòa thị chính cũng tồn tại một nhà tù, và các ghi chép lịch sử cũng lưu ý rằng đao phủ của thị trấn sống trong một tòa nhà liền kề tòa thị chính.

## Liên kết ngoại
- f Tư liệu liên quan tới Vadstena town hall tại Wikimedia Commons